# Černý Petr (karetní hra)

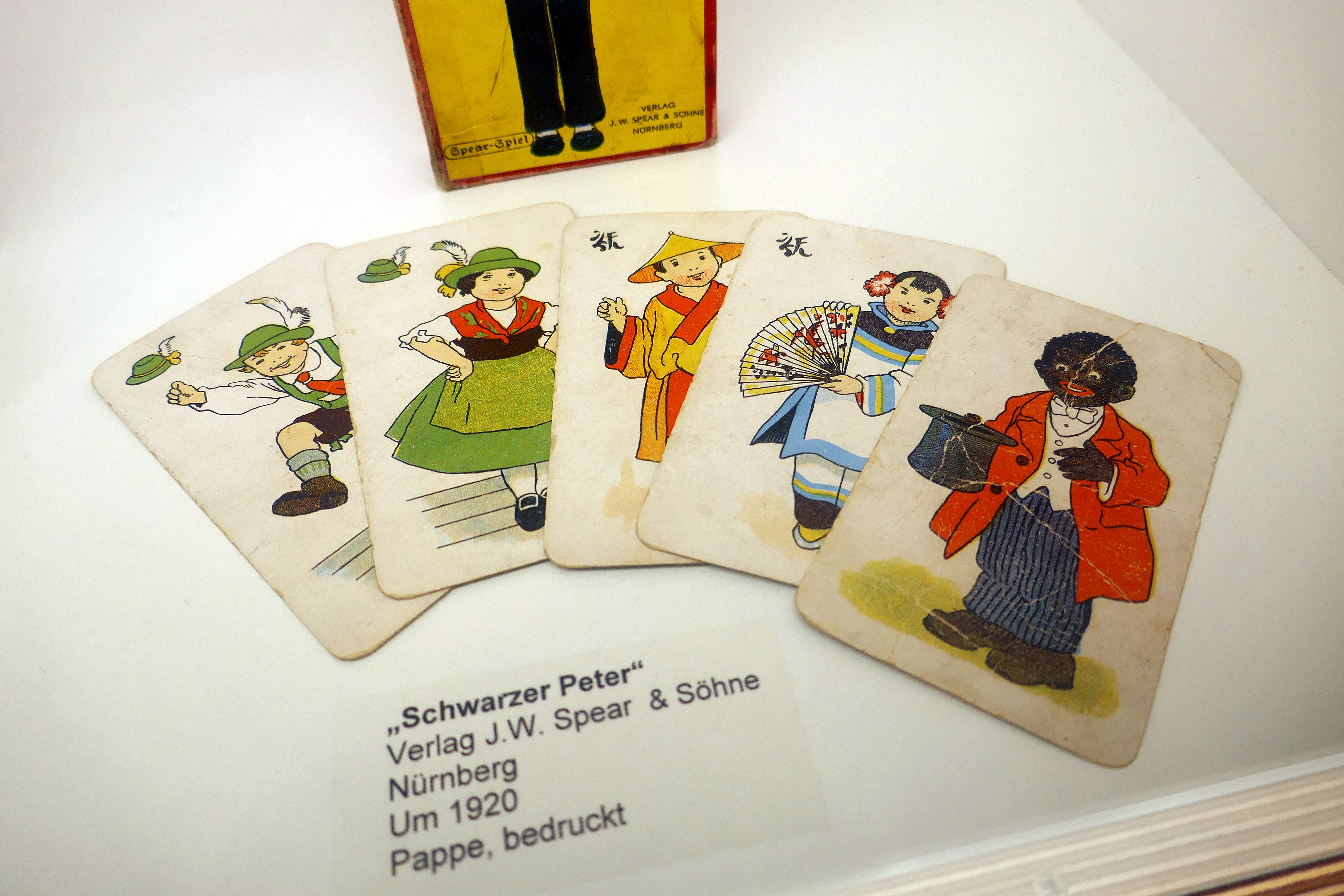
Karty německé verze

Černý Petr je název dětské karetní hry pro 3 až 6 osob. Je rozšířená v mnoha státech světa.

## Karty
Hraje se zpravidla s 33 speciálními hracími kartami. Všechny jsou na reversu (vnější straně) se stejným vzorem, aby byly pro soupeře nerozeznatelné. Karet je 33, jedna z nich má na averzu (přední straně karty) nakreslený obrázek Černého Petra. Ostatních 32 karet tvoří 16 karetních dvojic (stejné obrázky).
Prodávají se i hry s jiným počtem hracích karet, pravidla však zůstávají stejná. Pokud nejsou k dispozici speciální karty, lze hrát i s žolíkovými, kde z jedné z identických dvojic je nutné jednu kartu vyřadit a zbývající prohlásit za Černého Petra.

## Systém hry
Všechny karty se rozdají rovnoměrně zúčastněných hráčům tak, aby nebylo vidět, kdo Černého Petra dostal. Hráči ihned stejné dvojice vyřadí viditelně ze hry (odloží na kraj hrací podložky, stolu), zbývající karty si rozloží do vějíře v ruce. Hráč po levici rozdávajícího si od něj vybere jednu kartu, může-li, pak zkompletovanou dvojici odloží a dalšímu hráči v kole nabídne kartu ze svých. Hráči takto postupují v kruhu, postupně vyřazují dvojice karet a komu zbude jako poslední Černý Petr, ten prohrál.

## Hráči
Věkové a jiné omezení pro děti je malé. Hru lze doporučit již od 3–4 let, protože při ní není třeba umět číst ani počítat, a není nutné ani mluvit.